# Vibilia armata
Vibilia armata är en kräftdjursart som beskrevs av Carl Erik Alexander Bovallius 1887. Vibilia armata ingår i släktet Vibilia och familjen Vibiliidae. Inga underarter finns listade i Catalogue of Life.